# ماتئو کواچیچ
ماتئو کواچیچ (کرواتی: Mateo Kovačić؛ زاده ۶ مهٔ ۱۹۹۴) بازیکن فوتبال اهل کرواسی است که در پست هافبک برای باشگاه منچسترسیتی در  لیگ برتر انگلستان بازی می‌کند.
کواچیچ در ۱۶ سالگی اولین بازی رسمی خود برای دینامو زاگرب را انجام داد و با دینامو در سال‌های ۲۰۱۱ و ۲۰۱۲ دوگانه داخلی را فتح کرد. اینتر میلان در ژانویه سال ۲۰۱۳ با پرداخت مبلغ ۸ میلیون پوند او را به سن سیرو آورد.
کواچیچ در سال ۲۰۱۵ با قراردادی ۶ ساله به ارزش ۳۵ میلیون یورو به رئال مادرید پیوست و راهی سانتیاگو برنابئو شد؛ ولی با نیمکت نشینی‌های مداوم در انتقالی قرضی راهی چلسی شد.
او یک کاتولیک است و هر یکشنبه در مراسم کلیسا شرکت می‌کند.
کواچیچ به پنج زبان انگلیسی، کرواتی، آلمانی، اسپانیایی و ایتالیایی مسلط است.

## آمار

### باشگاهی
تا تاریخ ۱۸ مه ۲۰۲۵
| عملکرد            | عملکرد            | عملکرد            | لیگ       | لیگ       | جام      | جام      | قاره‌ای | قاره‌ای | سایر | سایر | مجموع | مجموع |
| فصل               | باشگاه            | لیگ               | بازی      | گل        | بازی     | گل       | بازی   | گل     | بازی | گل   | بازی  | گل    |
| —                 | —                 | —                 | لیگ کشوری | لیگ کشوری | جام حذفی | جام حذفی | اروپا  | اروپا  | دیگر | دیگر | مجموع | مجموع |
| ----------------- | ----------------- | ----------------- | --------- | --------- | -------- | -------- | ------ | ------ | ---- | ---- | ----- | ----- |
| ۲۰۱۱–۲۰۱۰         | دینامو زاگرب      | لیگ کرواسی        | ۷         | ۱         | ۲        | ۰        | ۰      | ۰      | ۰    | ۰    | ۹     | ۱     |
| ۲۰۱۲–۲۰۱۱         | دینامو زاگرب      | لیگ کرواسی        | ۲۵        | ۴         | ۷        | ۱        | ۱۲     | ۱      | ۰    | ۰    | ۴۴    | ۶     |
| ۲۰۱۳–۲۰۱۲         | دینامو زاگرب      | لیگ کرواسی        | ۱۱        | ۱         | ۱        | ۰        | ۸      | ۰      | ۰    | ۰    | ۲۰    | ۱     |
| مجموع دیناموزاگرب | مجموع دیناموزاگرب | مجموع دیناموزاگرب | ۴۳        | ۶         | ۱۰       | ۱        | ۲۰     | ۱      | ۰    | ۰    | ۷۳    | ۸     |
| ۲۰۱۳–۲۰۱۲         | اینتر             | سری آ             | ۱۳        | ۰         | ۱        | ۰        | ۴      | ۰      | ۰    | ۰    | ۱۸    | ۰     |
| ۲۰۱۴–۲۰۱۳         | اینتر             | سری آ             | ۳۲        | ۰         | ۳        | ۰        | ۰      | ۰      | ۰    | ۰    | ۳۵    | ۰     |
| ۲۰۱۵–۲۰۱۴         | اینتر             | سری آ             | ۳۵        | ۵         | ۱        | ۰        | ۸      | ۳      | ۰    | ۰    | ۴۴    | ۸     |
| مجموع اینتر       | مجموع اینتر       | مجموع اینتر       | ۸۰        | ۵         | ۵        | ۰        | ۱۲     | ۳      | ۰    | ۰    | ۹۷    | ۸     |
| ۲۰۱۶–۲۰۱۵         | رئال مادرید       | لالیگا            | ۲۵        | ۰         | ۱        | ۰        | ۸      | ۱      | ۰    | ۰    | ۳۴    | ۱     |
| ۲۰۱۷–۲۰۱۶         | رئال مادرید       | لالیگا            | ۲۷        | ۱         | ۴        | ۰        | ۶      | ۱      | ۲    | ۰    | ۳۹    | ۲     |
| ۲۰۱۸–۲۰۱۷         | رئال مادرید       | لالیگا            | ۲۱        | ۰         | ۵        | ۰        | ۷      | ۰      | ۳    | ۰    | ۳۶    | ۰     |
| مجموع رئال مادرید | مجموع رئال مادرید | مجموع رئال مادرید | ۷۳        | ۱         | ۱۰       | ۰        | ۲۱     | ۲      | ۵    | ۰    | ۱۰۹   | ۳     |
| ۲۰۱۹–۲۰۱۸         | چلسی (قرضی)       | لیگ جزیره         | ۳۲        | ۰         | ۲        | ۰        | ۱۲     | ۰      | ۵    | ۰    | ۵۱    | ۰     |
| ۲۰۲۰–۲۰۱۹         | چلسی              | لیگ جزیره         | ۳۱        | ۱         | ۶        | ۰        | ۸      | ۱      | ۲    | ۰    | ۴۷    | ۲     |
| ۲۰۲۱–۲۰۲۰         | چلسی              | لیگ جزیره         | ۲۷        | ۰         | ۳        | ۰        | ۱۰     | ۰      | ۲    | ۰    | ۴۲    | ۰     |
| ۲۰۲۲–۲۰۲۱         | چلسی              | لیگ جزیره         | ۲۵        | ۲         | ۵        | ۰        | ۶      | ۰      | ۸    | ۰    | ۴۴    | ۲     |
| ۲۰۲۲–۲۰۲۳         | چلسی              | لیگ جزیره         | ۲۷        | ۱         | ۱        | ۰        | ۸      | ۱      | ۱    | ۰    | ۳۷    | ۲     |
| مجموع چلسی        | مجموع چلسی        | مجموع چلسی        | ۱۴۲       | ۴         | ۱۷       | ۰        | ۴۴     | ۲      | ۱۸   | ۰    | ۲۲۱   | ۶     |
| ۲۰۲۳–۲۰۲۴         | منچسترسیتی        | لیگ جزیره         | ۳۰        | ۱         | ۶        | ۱        | ۶      | ۰      | ۴    | ۱    | ۴۶    | ۳     |
| ۲۰۲۴–۲۰۲۵         | منچسترسیتی        | لیگ جزیره         | ۳۰        | ۶         | ۴        | ۰        | ۱      | ۰      | ۶    | ۱    | ۴۱    | ۷     |
| مجموع آمار        | مجموع آمار        | مجموع آمار        | ۳۹۷       | ۲۳        | ۵۰       | ۲        | ۱۰۹    | ۹      | ۳۰   | ۱    | ۵۸۷   | ۳۵    |

### بازی‌های ملی
تا تاریخ ۱۵ اکتبر ۲۰۲۳
| کرواسی | کرواسی | کرواسی | کرواسی |
| سال    | بازی   | گل     | پاس گل |
| ------ | ------ | ------ | ------ |
| ۲۰۱۳   | ۷      | ۰      | ۱      |
| ۲۰۱۴   | ۱۲     | ۰      | ۳      |
| ۲۰۱۵   | ۵      | ۱      | ۰      |
| ۲۰۱۶   | ۸      | ۰      | ۱      |
| ۲۰۱۷   | ۵      | ۰      | ۰      |
| ۲۰۱۸   | ۱۲     | ۰      | ۱      |
| ۲۰۱۹   | ۷      | ۰      | ۰      |
| ۲۰۲۰   | ۷      | ۲      | ۱      |
| ۲۰۲۱   | ۱۲     | ۰      | ۱      |
| ۲۰۲۲   | ۱۶     | ۰      | ۰      |
| ۲۰۲۳   | ۶      | ۲      | ۰      |
| مجموع  | ۹۷     | ۵      | ۸      |

### گل‌های ملی
| شماره | تاریخ          | میزبان   | بازی ملی | حریف     | نتیجه | رقابت                         |
| ----- | -------------- | -------- | -------- | -------- | ----- | ----------------------------- |
| ۱     | ۷ ژوئن ۲۰۱۵    | واراژدین | ۲۰       | جبل طارق | ۴–۰   | دوستانه                       |
| ۲     | ۱۷ نوامبر ۲۰۲۰ | اسپلیت   | ۶۳       | پرتغال   | ۲–۳   | لیگ ملت‌های اروپا ۲۱–۲۰۲۰      |
| ۳     | ۱۷ نوامبر ۲۰۲۰ | اسپلیت   | ۶۳       | پرتغال   | ۲–۳   | لیگ ملت‌های اروپا ۲۱–۲۰۲۰      |
| ۴     | ۲۸ مارس ۲۰۲۳   | بورسا    | ۹۳       | ترکیه    | ۲–۰   | مقدماتی جام ملت‌های اروپا ۲۰۲۴ |
| ۵     | ۲۸ مارس ۲۰۲۳   | بورسا    | ۹۳       | ترکیه    | ۲–۰   | مقدماتی جام ملت‌های اروپا ۲۰۲۴ |

## افتخارات

### دینامو زاگرب
- لیگ برتر فوتبال کرواسی: ۱۱–۲۰۱۰، ۱۲–۲۰۱۱، ۱۳–۲۰۱۲
- جام حذفی فوتبال کرواسی: ۱۱–۲۰۱۰، ۱۲–۲۰۱۱

### رئال مادرید
- لا لیگا: ۱۷–۲۰۱۶
- سوپر جام اسپانیا: ۲۰۱۷
- لیگ قهرمانان اروپا: ۱۶–۲۰۱۵، ۱۷–۲۰۱۶، ۱۸–۲۰۱۷
- سوپرجام اروپا: ۲۰۱۶، ۲۰۱۷
- جام باشگاه‌های جهان: ۲۰۱۶، ۲۰۱۷

### چلسی
- لیگ اروپا: ۱۹–۲۰۱۸
- جام حذفی انگلستان نایب قهرمان: ۲۰–۲۰۱۹
- جام باشگاه‌های جهان ۲۰۲۲
- . سوپر کاپ اروپا. ۲۰۲۱
- جام اتحادیه انگلستان نایب قهرمان: ۱۹–۲۰۱۸

لیگ قهرمانان اروپا: فصل ۲۱–۲۰۲۰

### کرواسی
- نایب قهرمان: جام جهانی فوتبال ۲۰۱۸
- کسب مقام سوم: جام جهانی فوتبال ۲۰۲۲

### فردی
- امید سال فوتبال کرواسی: ۲۰۰۱
- بازیکن سال چلسی: ۲۰–۲۰۱۹

### نشان‌ها
- نشان دوک برانیمیر: ۲۰۱۸